# Raoulia (plante)
Pour les articles homonymes, voir Raoulia.
Genre
Raoulia est un genre de plantes à fleurs dicotylédones de la famille des Asteraceae, endémique de Nouvelle-Zélande.

## Liste des espèces
Selon Plants of the World online (POWO) (27 août 2021) :
- Raoulia albosericea Colenso
- Raoulia apice-nigra Kirk
- Raoulia australis Hook.f. ex Raoul
- Raoulia beauverdii Cockayne
- Raoulia buchananii Kirk
- Raoulia cinerea Petrie
- Raoulia glabra Hook.f.
- Raoulia haastii Hook.f.
- Raoulia hookeri Allan
- Raoulia monroi Hook.f.
- Raoulia parkii Buchanan
- Raoulia petriensis Kirk
- Raoulia × petrimia Kit Tan & R.J.D.McBeath
- Raoulia subsericea Hook.f.
- Raoulia tenuicaulis Hook.f.

Selon Catalogue of Life (27 août 2021) :
- Raoulia albosericea Colenso
- Raoulia apicinigra Kirk
- Raoulia australis Hook. fil. ex Raoul
- Raoulia beauverdii Cockayne
- Raoulia bryoides Hook. fil.
- Raoulia buchananii Kirk
- Raoulia cinerea Petrie
- Raoulia eximia Hook. fil.
- Raoulia glabra Hook. fil.
- Raoulia goyenii Kirk
- Raoulia grandiflora Hook. fil.
- Raoulia haastii Hook. fil.
- Raoulia hectori Hook. fil.
- Raoulia hookeri Allan
- Raoulia mammillaris Hook. fil.
- Raoulia monroi Hook. fil.
- Raoulia parkii Buchanan
- Raoulia petriensis Kirk
- Raoulia rubra Buchanan
- Raoulia subsericea Hook. fil.
- Raoulia subulata Hook. fil.
- Raoulia tenuicaulis Hook. fil.
- Raoulia youngii (Hook. fil.) Beauverd
- Raoulia × petrimia Kit Tan & R. J. D. Mc Beath